# Lézignan-Corbières
Lézignan-Corbières (okzitanisch Lesinhan de las Corbièras) ist eine Gemeinde mit 10.855 Einwohnern (Stand 1. Januar 2022) im Département Aude in der südfranzösischen Region Okzitanien.

## Geografie
Lézignan liegt im Gebiet des Corbières an der Kante zum Minervois, etwa 40 Meter über dem Meer. Sie wird vom Flüsschen Jourre durchquert. In der Umgebung wird Landwirtschaft, vorwiegend Weinbau, betrieben.

## Geschichte
Im 13. Jahrhundert wurde die Stadtkirche Saint Félix de Gérone erbaut und in den folgenden Jahrhunderten immer wieder umgebaut. Die Stadtplanung ist ringartig, aber auf der Nordseite unvollständig. Die Südseite des Ringes ist heute ein Platz im Stil Napoléons III.
Nach der Besetzung Vichy-Frankreichs im November 1942 durch die deutsche Wehrmacht übernahm ein Kommando der deutschen Luftwaffe den erwähnten Flugplatz, der umgehend, allerdings für lediglich vier Wochen, Heimat der I. Gruppe des Nachtjagdgeschwader 2 (I./NJG 2) wurde, das mit Ju 88C ausgerüstet war.
Im Sommer 1943 waren hier später Do 17 und DFS 230-Lastensegler von Stab und I. Gruppe des Luftlandegeschwaders 1 (S. und I./LLG 1) stationiert und im August auch noch die Sondergruppe des gleichen Geschwaders.
Letzter Verband der Luftwaffe war im Frühjahr 1944 für einige Wochen die 4. Staffel des Kampfgeschwaders 76 (4./KG 76), eine Ju 88A Einheit.

## Bevölkerungsentwicklung
| Jahr                       | 1962 | 1968 | 1975 | 1982 | 1990 | 1999 | 2006 | 2016   |
| Einwohner                  | 6939 | 7558 | 7355 | 7514 | 7881 | 8266 | 9465 | 11.334 |
| Quellen: Cassini und INSEE |      |      |      |      |      |      |      |        |

## Verkehr
Lézignan-Corbières liegt an der Bahnstrecke Bordeaux–Sète und wird im Regionalverkehr mit TER-Zügen bedient. Die Stadt verfügt außerdem über einen kleinen Flughafen mit Hartbelagpiste (1.000 Meter).

## Sehenswürdigkeiten
Lézignan hat mit dem Wochenmarkt eine regionale Zentrumsfunktion. Es gibt auf der Westseite der Stadt ein Weinbaumuseum. Eine regionale Verbraucherausstellung, die Promaude, findet einmal pro Jahr in Lézignan-Corbières statt.

## Persönlichkeiten
- Régis Franc (* 1948), Comiczeichner und Regisseur
- René Depestre (* 1926), haitianischer Schriftsteller, lebt seit 1980 in Lézignan-Corbières

## Städtepartnerschaft
Seit 1969 besteht eine Städtepartnerschaft mit Lauterbach in Hessen.